# اودیمسکی
اودیمسکی (به لاتین: Udimsky) یک منطقهٔ مسکونی در روسیه است که در استان آرخانگلسک واقع شده‌است.